# Gina Torres
Gina Torres (New York, 1969. április 25. –) amerikai színésznő. 
Zoe Washburne szerepéről ismert a Firefly (2002–2003) sci-fi sorozatból és annak Serenity (2005) című filmes folytatásában. Jessica Pearsont alakította az USA Network Briliáns elmék (2011–2018) című jogi drámasorozatában, melyet a Pearson (2019) című spin-off sorozatban is elvállalt. 2021 óta a 911-Texas főszereplője.
Számos televíziós sorozatban játszott mellékszerepeket: Herkules, Xena: A harcos hercegnő, az Alias, az Angyal, 24, The Shield – Kemény zsaruk,Gossip Girl – A pletykafészek, Vámpírnaplók, Hannibal, Bosszú és Westworld.
Feltűnt a 2003-as Mátrix – Újratöltve és Mátrix – Forradalmak című sci-fi filmekben.

## Fiatalkora
New Yorkban született és Bronxban nőtt fel. Szülei Kubából származtak, apja a La Prensa és a New York Daily News lapok szedésénél dolgozott. Torres folyékonyan beszél spanyolul.
Mezzoszopránként fiatalon kezdett énekelni, a New York-i Fiorello H. LaGuardia High School of Music & Art and Performing Artsba járt. Opera- és jazzképzésben is részt vett, valamint fellépett egy gospelkórusban. Torres több főiskolára jelentkezett és felvételt is nyert, de anyagilag nem engedhette meg magának a felsőfokú tanulmányokat. Ehelyett a színésznői karrier mellett döntött.

## Pályafutása
2001-ben a Cleopatra 2525 című filmben nyújtott alakításáért ALMA-díjat nyert. 2004-ben jelölték a Nemzetközi Sajtóakadémia Golden Satellite-díjára az Angel epizódjaiban nyújtott teljesítményéért. Szerepelt a Mátrix – Újratöltve (2003) és a Mátrix – Forradalmak (2003) című 2003-as filmekben.
2004-ben a 24 harmadik évadjának hét epizódjában játszott, a Fehér Ház vezérkari főnökével viszonyt folytató Julia Milliken szerepében. 2005-ben Vixen eredeti hangját adta Az igazság ligája: Határok nélkül című animációs sorozatban. Jada Pinkett Smith helyett Niobe szinkronhangja volt a The Matrix Online című online videójátékban.

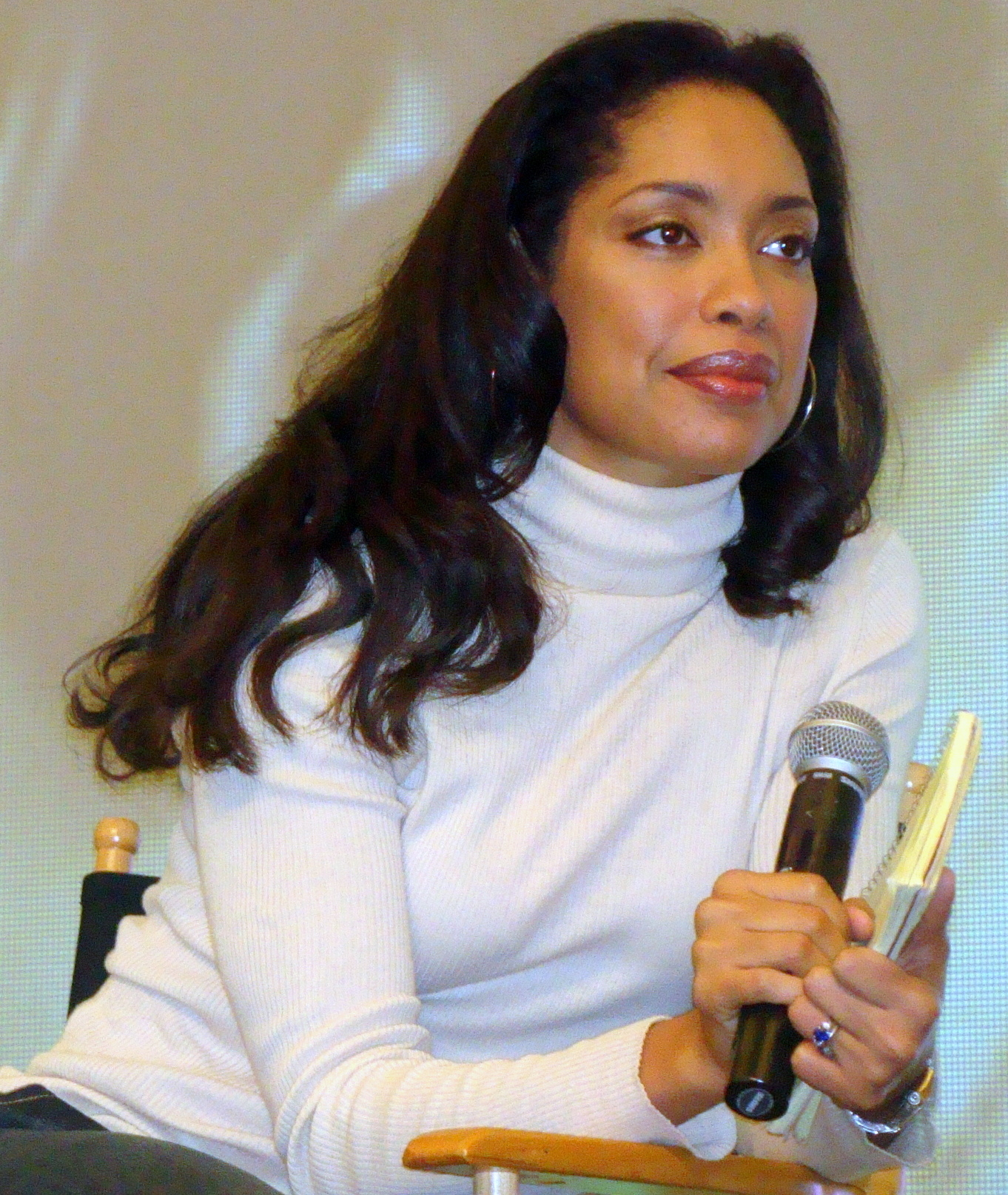
2008-ban

A Fox rövid életű Firefly sorozatában játszott szerepéről is ismert, amely mindössze egy évadig tartott. Megismételte a Firefly-ban nyújtott szerepét Zoeként a Serenity (2005) című filmjében. 2006-ban Torres Cheryl Carreraként szerepelt a Standoff on the Fox network rövid életű drámasorozatában. Torres az I Think I Love My Wife című filmben tűnt fel, Chris Rock karakterének feleségét alakítva.
Szerepet kapott a Washington Fieldben, a 2009-es CBS televíziós próbaepizódban Edward Allen Bernero ügyvezető producertől, ami a National Capital Response Squad-ról, az FBI egy olyan egységéről szól, amely különböző területeken tevékenykedő elit szakértőkből áll, akik szerte a világon utaznak, és reagálnak az amerikai érdekeket befolyásoló eseményekre.
Ő volt a Wonder Woman hangja a DC Universe Online masszív, többszereplős online szerepjátékban 2013 közepéig, amikor a részt átdolgozták, valamint Airachnid a Transformers Prime rajzfilmben.
2013-ban Torres újra összeállt Firefly- társával, Nathan Fillionnal Fillion Castle című tévéműsorának egyik epizódjában.
2011-ben Torrest választották Jessica Pearson főszerepére az USA Network Suits című jogi drámájában. 2016-ban bejelentették, hogy Torres a hatodik évad nyári szakaszát követően távozik a Suits szereplői közül. A szerződése lejárta mellett Torres kijelentette, hogy belefáradt az utazásba Toronto, ahol a Suits-ot forgatják, és Los Angeles-i otthona között. Csatlakozott az ABC The Catch második évadának szereplőgárdájához, amelyet Los Angelesben forgattak Torres visszatért a Suits-hoz, a hatodik évad fináléjához, amelyet 2017. március 1-jén adtak le. Miután az ABC 2017 májusában törölte a The Catch című filmet, Torres visszatért a Suits-hoz, mint visszatérő szereplő a hetedik évadban.
Torres a CAPCOM szerepét játssza a Walt Disney World 's Mission: Space frissített verziójában.
2018 márciusában bejelentették, hogy Torres executive producere és főszereplője lesz a Pearson-nak, a Suits spin-offjának, amelynek középpontjában az ő karaktere, Jessica Pearson áll.
2020. március 2-án jelentették be, hogy Torrest bízzák meg Cleo Phillips szerepével a The Brides című dráma pilotjában, amelynek írója Roberto Aguirre-Sacasa, de a sorozatot végül az ABC nem vette át.
2020. szeptember 3-án megkapta Tommy Vega szerepét a Fox 9-1-1: Lone Star című drámasorozatában.

## Magánélet
Torres és Laurence Fishburne 2001 februárjában jegyezték el egymást, és 2002. szeptember 22-én összeházasodtak a New York-i The Cloisters Múzeumban. Van egy közös lányuk. Torres egyúttal mostohaanyja volt Fishburne két gyermekének is, akik Hajna O. Moss színésznővel kötött előző házasságából származnak. Torres és Fishburne házaspárt alakítottak a Hannibal című műsorban.
2017 szeptemberében Torres bejelentette, hogy elválik Fishburne-től. Fishburne 2017. november 2-án nyújtotta be a válókeresetet, és a válást 2018. május 11-én véglegesítették, miután Torres és Fishburne 2018. április 16-án végleges megegyezésre jutott
2020. január 1-jén Torres a 2020-as Rose Parade nagymarsallja volt.

## Filmográfia

### Film
| Év   | Magyar cím                          | Eredeti cím                          | Szerep               | Magyar hang        |
| ---- | ----------------------------------- | ------------------------------------ | -------------------- | ------------------ |
| 1996 | Rózsaágy                            | Bed of Roses                         | Francine             |                    |
| 2003 | Mátrix – Újratöltve                 | The Matrix Reloaded                  | Cas                  |                    |
| 2003 | Mátrix – Forradalmak                | The Matrix Revolutions               | Cas                  | Kéri Kitty         |
| 2004 |                                     | Hair Show                            | Marcella             |                    |
| 2005 |                                     | Fair Game                            | Stacey               |                    |
| 2005 | Serenity                            | Serenity                             | Zoe Washburne        | Nagy-Kálózy Eszter |
| 2006 | Lekvár                              | Jam                                  | lila                 |                    |
| 2006 | Az utolsó leheletig                 | Five Fingers                         | Aicha                | Németh Kriszta     |
| 2007 | A nőmre hajtok                      | I Think I Love My Wife               | Brenda Cooper        | Kéri Kitty         |
| 2007 |                                     | South of Pico                        | Carla Silva          |                    |
| 2009 |                                     | Don't Let Me Drown                   | Diana                |                    |
| 2010 | Az Igazság Ligája: Két Földi válság | Justice League: Crisis on Two Earths | Super Woman (hangja) | Ősi Ildikó         |
| 2013 |                                     | Mr. Sophistication                   | Janice Waters        |                    |
| 2019 |                                     | Selah and the Spades                 | Maybelle Summers     |                    |
| 2019 |                                     | Dispel (rövidfilm)                   | Celeste Skygoode     |                    |
| 2023 | Telitalálat                         | The Perfect Find                     | Darcy Vale           | Hegyi Barbara      |

### Televízió
| Év        | Magyar cím                        | Eredeti cím                      | Szerep                                  | Megjegyzések                                             |
| --------- | --------------------------------- | -------------------------------- | --------------------------------------- | -------------------------------------------------------- |
| 1992      |                                   | Unnatural Pursuits               | Silken                                  | 1 epizód                                                 |
| 1992–1995 | Esküdt ellenségek                 | Law & Order                      | Laura Elkin / Charlene                  | 2 epizód                                                 |
| 1994      | A legyőzhetetlen                  | M.A.N.T.I.S.                     | Dr. Amy Ellis                           | - próbaepizód - magyar hangja: - Györgyi Anna            |
| 1995–1996 |                                   | One Life to Live                 | Magdalena / Nell                        | 17 epizód                                                |
| 1996      | Sötét angyal                      | Dark Angel                       | LaMayne                                 | tévéfilm                                                 |
| 1997      | Pszichozsaru                      | Profiler                         | Michelle Brubaker                       | 1 epizód                                                 |
| 1997      |                                   | The Gregory Hines Show           | Jeanette                                | 1 epizód                                                 |
| 1997      | Xena: A harcos hercegnő           | Xena: Warrior Princess           | Kleopátra                               | 1 epizód                                                 |
| 1997–1999 | Herkules                          | Hercules: The Legendary Journeys | Nebula / Beth Hymson                    | 9 epizód                                                 |
| 1998      | Nikita, a bérgyilkosnő            | La Femme Nikita                  | Jenna Vogler                            | 1 epizód                                                 |
| 2000–2001 | Cleopatra 2525                    | Cleopatra 2525                   | Helen "Hel" Carter                      | - főszereplő (28 epizód) - magyar hangja: - Horváth Lili |
| 2001–2002 | Sírig tartó barátság              | Any Day Now                      | Stacy Trenton                           | 7 epizód                                                 |
| 2001–2006 | Alias                             | Alias                            | Anna Espinosa                           | 6 epizód                                                 |
| 2002–2003 | Firefly                           | Firefly                          | Zoe Washburne                           | - főszereplő (14 epizód) - magyar hangja: - Madarász Éva |
| 2003      | Az Ügynökség                      | The Agency                       | Dacia Banga                             | 1 epizód                                                 |
| 2003      | Angel                             | Angel                            | Jasmine                                 | 5 epizód                                                 |
| 2003      |                                   | The Law and Mr. Lee              | Vicki Lee                               | tévéfilm                                                 |
| 2003      | Őrangyal                          | The Guardian                     | Sadie Harper                            | 2 epizód                                                 |
| 2004      | CSI: A helyszínelők               | CSI: Crime Scene Investigation   | Warden Hutton                           | 1 epizód                                                 |
| 2004      | 24                                | 24                               | Julia Milliken                          | 7 epizód                                                 |
| 2004      |                                   | Gramercy Park                    | Mrs. Hammond                            | tévéfilm                                                 |
| 2004–2006 | Az igazság ligája: Határok nélkül | Justice League Unlimited         | Mari McCabe / Vixen (hangja)            | 5 epizód                                                 |
| 2005      |                                   | Soccer Moms                      | Jamie Cane                              | tévéfilm                                                 |
| 2006      | The Shield – Kemény zsaruk        | The Shield                       | Sadie Kavanaugh                         | 2 epizód                                                 |
| 2006      | Nyomtalanul                       | Without a Trace                  | Tyra Hughes                             | 1 epizód                                                 |
| 2006–2007 | Túsztárgyalók                     | Standoff                         | Cheryl Carrera                          | főszereplő (10 epizód)                                   |
| 2007–2009 | Édes, drága titkaink              | Dirty Sexy Money                 | Ama hercegnő                            | 2 epizód                                                 |
| 2008      | Boston Legal – Jogi játszmák      | Boston Legal''                   | Mary Franklin helyettes kerületi ügyész | 1 epizód                                                 |
| 2008      | Dr. Csont                         | Bones                            | Dr. Toni Ezralow                        | 1 epizód                                                 |
| 2008      | Gyilkos elmék                     | Criminal Minds                   | Thea Salinas nyomozó                    | 1 epizód                                                 |
| 2008–2009 |                                   | Eli Stone                        | Miller ügyvéd                           | 2 epizód                                                 |
| 2009      | Az egység                         | The Unit                         | Natasha Andrews őrmester                | 1 epizód                                                 |
| 2009      |                                   | Applause for Miss E              | Maggie                                  | tévéfilm                                                 |
| 2009      | Halottnak a csók                  | Pushing Daisies                  | Lila Robinson                           | 1 epizód                                                 |
| 2009      | Haláli testcsere                  | Drop Dead Diva                   | Diana Hall                              | 1 epizód                                                 |
| 2009      | FlashForward – A jövő emlékei     | FlashForward                     | Felicia Wedeck                          | 2 epizód                                                 |
| 2009      |                                   | Washington Field                 | Jackie Palmer                           | tévéfilm                                                 |
| 2009      | Gossip Girl – A pletykafészek     | Gossip Girl                      | Gabriela Abrams                         | 2 epizód                                                 |
| 2010      | Vámpírnaplók                      | The Vampire Diaries              | Bree                                    | 1 epizód (Bloodlines)                                    |
| 2010      | A kertvárosi gettó                | The Boondocks                    | Ebony Brown (hangja)                    | 1 epizód                                                 |
| 2010      |                                   | Huge                             | Dorothy Rand                            | főszereplő (10 epizód)                                   |
| 2011–2013 | Transformers: Prime               | Transformers: Prime              | Airachnid (hangja)                      | 12 epizód                                                |
| 2011–2018 | Briliáns elmék                    | Suits                            | Jessica Pearson                         | főszereplő (34 epizód)                                   |
| 2013      | Castle                            | Castle                           | Penelope Foster                         | 1 epizód                                                 |
| 2013–2015 | Hannibal                          | Hannibal                         | Phyllis "Bella" Crawford                | 5 epizód                                                 |
| 2015      |                                   | Con Man                          | Grace                                   | 1 epizód                                                 |
| 2015      | Bosszú                            | Revenge                          | Natalie Waters                          | 3 epizód                                                 |
| 2015–2018 | Star Wars: Lázadók                | Star Wars Rebels                 | Ketsu Onyo (hangja)                     | 4 epizód                                                 |
| 2016      |                                   | The Death of Eva Sofia Valdez    | Eva Sofia Valdez                        | tévéfilm                                                 |
| 2016–2020 | Westworld                         | Westworld                        | Lauren                                  | 4 epizód                                                 |
| 2017      | A nagy fogás                      | The Catch                        | Justine Diaz                            | 10 epizód                                                |
| 2017      | Karmok                            | Claws                            | Sally Bates                             | 1 epizód                                                 |
| 2017      | Star Wars: A sors erői            | Star Wars Forces of Destiny      | Ketsu Onyo (hangja)                     | 2 epizód                                                 |
| 2018      | Az űr vége                        | Final Space                      | több szereplő hangja                    | 7 epizód                                                 |
| 2018      | Angie Tribeca – A törvény nemében | Angie Tribeca                    | Gillian Kayhill                         | 1 epizód                                                 |
| 2019      | Fekete hölgyek szkeccs showja     | A Black Lady Sketch Show         | CIA felettes                            | 1 epizód                                                 |
| 2019      |                                   | Pearson                          | Jessica Pearson                         | főszereplő (10 epizód)                                   |
| 2019      | Aranyhaj: A sorozat               | Tangled: The Series              | Ingvarr királynője (hangja)             | 1 epizód                                                 |
| 2019      | Riverdale                         | Riverdale                        | Mrs. Burble                             | 1 epizód                                                 |
| 2019–2020 | Elena, Avalor hercegnője          | Elena of Avalor                  | Chatana (hangja)                        | 2 epizód                                                 |
| 2020      |                                   | The Brides                       | Cleo Phillips                           | főszereplő eladatlan próbaepizód                         |
| 2021–2025 | 911 L.A.                          | 9-1-1: Lone Star                 | Tommy Vega                              | főszereplő                                               |
| 2022–2024 | A Vox Machina legendája           | The Legend of Vox Machina        | Keeper Yennen (hangja)                  | 11 epizód                                                |
| 2024–     |                                   | Kindergarten: The Musical        | Ms. Sonja Moreno (hangja)               | főszereplő                                               |

## Fordítás
Ez a szócikk részben vagy egészben  a   Gina Torres című angol Wikipédia-szócikk ezen változatának fordításán alapul.  Az eredeti cikk szerkesztőit annak laptörténete sorolja fel. Ez a jelzés csupán a megfogalmazás eredetét és a szerzői jogokat jelzi, nem szolgál a cikkben szereplő információk forrásmegjelöléseként.